# Looks Like a Job For...
Looks Like a Job For... è il quinto album discografico in studio del rapper statunitense Big Daddy Kane, pubblicato nel 1993.

## Tracce
1. Looks Like a Job for... – 3:56
2. How U Get a Record Deal? – 3:56
3. Chocolate City (feat. Mister Cee, Scoob Lover, Scrap Lover & Lil Daddy Shane) – 3:01
4. Prelude – 0:55
5. The Beef Is On – 3:23
6. Stop Shammin' – 3:56
7. Brother Man, Brother Man (feat. Lil Daddy Shane) – 3:06
8. Rest In Peace – 4:15
9. Very Special (feat. Spinderella, Laree Williams & Karen Anderson) – 5:03
10. Here Comes Kane, Scoob and Scrap (feat. Scoob Lover & Scrap Lover) – 4:24
11. Niggaz Never Learn – 3:06
12. Give It to Me – 3:38
13. 'Nuff Respect (Remix) – 3:15
14. Finale – 3:10